# دنيس بلير (لاعب كريكت)
دنيس بلير (بالإنجليزية: Dennis Blair)‏ (27 سبتمبر 1934 في أستراليا - ) هو لاعب كريكت أسترالي. لعب مع فريق تسمانيا للكريكت.

## وصلات خارجية
- دنيس بلير (لاعب كريكت) على موقع إي آس بي آن كريك إنفو (الإنجليزية)